# كفر الغريب
كفر الغريب إحدى قرى مركز أشمون التابع لمحافظة المنوفية بجمهورية مصر العربية.

## السكان
بلغ عدد سكان كفر الغريب 2,422 نسمة، حسب الإحصاء الرسمي لعام 2006.